# Euderces pini
Euderces pini là một loài bọ cánh cứng trong họ Cerambycidae.